# Nekrolog März 2015
Nekrolog
◄◄
| ◄
| 2011
| 2012
| 2013
| 2014
| 2015 | 2016 | 2017 | 2018 | 2019 | ► | ►►
Januar |
Februar |
März |
April |
Mai |
Juni |
Juli |
August |
September |
Oktober |
November |
Dezember 2015
Weitere Ereignisse | Allgemeiner Nekrolog 2015
Die Beschreibung der verstorbenen Person sollte so kurz wie möglich gehalten sein und nur deren signifikante Tätigkeit(en) enthalten.
Neue Namen ggf. auch unter dem Geburts- und Sterbedatum, also etwa unter 1. Januar und im Geburts- und Sterbejahr (2024) eintragen (nur bei entsprechender großer Wichtigkeit). Für Beispiele siehe die schon vorhandenen Artikel.
Außerdem über die fünf zuletzt Verstorbenen, zu denen es einen ausreichend guten Artikel für eine Präsentation auf der Hauptseite gibt, nach der todesbedingten Überarbeitung der Artikel ggf. auch unter Wikipedia Diskussion:Hauptseite informieren und sie am besten auch in den anderen Wikipedia-Sprachversionen eintragen. Tipp: Regelmäßig bei news.google.de nach „ist tot“, „gestorben“ oder „verstorben“ suchen.
Wenn eine Person gestorben ist, gibt es viele Seiten zu dieser Person in der Wikipedia, die davon auch betroffen sind und entsprechend aktualisiert werden müssen. Beispiele: Namenübersichtsseite, Geburtsjahr, Geburtsort-Seiten und viele mehr.
Wie finde ich die betroffenen Seiten?
Im Suchfeld auf der linken Seite gibt man den Suchbegriff so ein: „Vorname Nachname“. Dann klickt man auf Volltext und alle Seiten mit entsprechendem Suchtext werden aufgerufen. Hier sieht man dann schnell, wo auch das Todesjahr Sinn macht oder sogar ein Teil des Artikels angepasst werden muss. Auch hilft das „Werkzeug“ auf der linken Seite sehr gut, um solche Seiten aufzufinden: „Links auf diese Seite“. Somit ist die Wikipedia wieder aktuell in allen Bereichen! Hinweis: bei Eintragung der Kategorie „Gestorben JAHR“ wird der Missbrauchsfilter 49 ausgelöst, was jedoch nicht schlimm ist. Siehe: Spezial:Missbrauchsfilter/49
Dies ist eine Liste von im März 2015 verstorbenen bekannten Persönlichkeiten. Die Einträge erfolgen innerhalb der einzelnen Daten alphabetisch sortiert. Tiere sind im Nekrolog für Tiere zu finden.

## März
| Tag      | Name                                        | Beruf, bekannt als                                                                         | Alter | Beleg                                                          |
| -------- | ------------------------------------------- | ------------------------------------------------------------------------------------------ | ----- | -------------------------------------------------------------- |
| 31. März | Ad den Besten                               | niederländischer Dichter, Essayist und Herausgeber                                         | 92    |                                                                |
| 31. März | Billy Butler                                | US-amerikanischer Soulsänger                                                               | 69    |                                                                |
| 31. März | Arndt Frauenrath                            | deutscher Unternehmer und Verbandsfunktionär                                               | 74    |                                                                |
| 31. März | Cocoa Fujiwara                              | japanische Mangaka                                                                         | 31    |                                                                |
| 31. März | Carlos Gaviria Díaz                         | kolumbianischer Jurist und Politiker                                                       | 77    |                                                                |
| 31. März | Karl Glaubauf                               | österreichischer Historiker und Germanist                                                  | 66    |                                                                |
| 31. März | KD Kallenbach                               | deutscher Künstler                                                                         | 79    |                                                                |
| 31. März | Roland Links                                | deutscher Germanist und Verleger                                                           | 84    |                                                                |
| 31. März | Udo Mai                                     | deutscher Fußballspieler                                                                   | 47    |                                                                |
| 31. März | Franz J. Müller                             | deutscher Widerstandskämpfer und NS-Opfer                                                  | 90    |                                                                |
| 31. März | Konrad Müller                               | Schweizer Klassischer Philologe                                                            | 94    | [ 1 ]                                                          |
| 31. März | Hanns Peters                                | deutscher Ruderer und katholischer Verbandsfunktionär                                      | 85    |                                                                |
| 31. März | Philip Potter                               | dominicanischer Geistlicher und Kirchenfunktionär                                          | 93    |                                                                |
| 31. März | Benno Prieß                                 | deutscher Autor und Herausgeber                                                            | 86    |                                                                |
| 31. März | Theodor Seykora                             | österreichischer Manager und Politiker                                                     | 93    |                                                                |
| 31. März | Ralph Sharon                                | britisch-US-amerikanischer Jazzpianist                                                     | 91    |                                                                |
| 31. März | Klaus Tschira                               | deutscher Unternehmer                                                                      | 74    |                                                                |
| 31. März | Robert Veen                                 | niederländischer Jazz-Saxophonist                                                          | 59    |                                                                |
| 30. März | Washiqur Rahman Babu                        | bangladeschischer Bürgerrechtler und Online-Aktivist                                       | 27    |                                                                |
| 30. März | Rudolf C. Bettschart                        | Schweizer Verlagsmanager                                                                   | 84    |                                                                |
| 30. März | Jeremy Brown                                | US-amerikanischer Gitarrist                                                                | 34    |                                                                |
| 30. März | Helmut Dietl                                | deutscher Regisseur und Drehbuchautor                                                      | 70    |                                                                |
| 30. März | Heinrich Guter                              | deutscher Architekt und NS-Opfer                                                           | 90    |                                                                |
| 30. März | Ingrid van Houten-Groeneveld                | niederländische Astronomin                                                                 | 93    |                                                                |
| 30. März | Phylis Klotman                              | US-amerikanische Filmkonservatorin und -förderin                                           | 90    |                                                                |
| 30. März | Helmut Oppermann                            | deutscher Künstler                                                                         | 62    |                                                                |
| 30. März | Manfred Pohl                                | deutscher Japanologe                                                                       | 71    |                                                                |
| 30. März | Preston Ritter                              | US-amerikanischer Musiker                                                                  | 65    |                                                                |
| 30. März | Roger Slifer                                | US-amerikanischer Comicautor                                                               | 60    |                                                                |
| 30. März | Trevor Williams                             | britischer Pflanzengenetiker                                                               | 76    |                                                                |
| 30. März | Robert Z’Dar                                | US-amerikanischer Schauspieler                                                             | 64    |                                                                |
| 29. März | Toon de Haas                                | niederländischer Maler                                                                     | 85    |                                                                |
| 29. März | Robert L. Hite                              | US-amerikanischer Luftwaffenoffizier und Weltkriegsveteran                                 | 95    |                                                                |
| 29. März | Juan Carlos Maccarone                       | argentinischer Bischof                                                                     | 74    |                                                                |
| 29. März | John Sheppard                               | britischer Automobildesigner                                                               | 93    |                                                                |
| 29. März | Helle Stangerup                             | dänische Schriftstellerin                                                                  | 75    |                                                                |
| 29. März | Paul Torgersen                              | US-amerikanischer Universitätspräsident                                                    | 83    |                                                                |
| 28. März | Coosje Ayal                                 | niederländisch-indonesische Widerstandskämpferin                                           | 88    |                                                                |
| 28. März | Richard L. Bare                             | US-amerikanischer Regisseur                                                                | 101   |                                                                |
| 28. März | Chuck Brayton                               | US-amerikanischer Baseballspieler und -trainer                                             | 89    |                                                                |
| 28. März | George Burt                                 | US-amerikanischer Komponist                                                                | 85    |                                                                |
| 28. März | Khaled Chaib                                | tunesischer Terrorist                                                                      | 37    |                                                                |
| 28. März | Lázaro Issaqui                              | kubanischer Bassist und Perkussionist                                                      | 48    |                                                                |
| 28. März | Martin Nell                                 | deutscher Wirtschaftswissenschaftler                                                       | 54    |                                                                |
| 28. März | Miroslav Ondříček                           | tschechischer Kameramann                                                                   | 80    |                                                                |
| 28. März | Ante Pažanin                                | jugoslawischer bzw. kroatischer Politikwissenschaftler                                     | 85    |                                                                |
| 28. März | Gene Saks                                   | US-amerikanischer Regisseur und Schauspieler                                               | 93    |                                                                |
| 28. März | Víctor Sánchez                              | US-amerikanischer Baseballspieler                                                          | 20    |                                                                |
| 28. März | Walter Schuck                               | deutscher Luftwaffenoffizier und Jagdflieger                                               | 94    |                                                                |
| 28. März | Ronald Stevenson                            | britischer Komponist                                                                       | 87    |                                                                |
| 28. März | Hans Georg Stolz                            | deutscher Medienwissenschaftler und Manager                                                | 56    |                                                                |
| 28. März | Helmut Zimmermann                           | deutscher Maler, Filmemacher und Autor                                                     | 90    |                                                                |
| 27. März | Yusuf Bari-Bari                             | somalischer Diplomat                                                                       | 47    |                                                                |
| 27. März | Daundre Barnaby                             | kanadischer Leichtathlet                                                                   | 24    |                                                                |
| 27. März | Rik Battaglia                               | italienischer Schauspieler                                                                 | 88    |                                                                |
| 27. März | Pauline Brockless                           | britische Sopranistin                                                                      | 85    |                                                                |
| 27. März | B. J. Crosby                                | US-amerikanische Sängerin und Schauspielerin                                               | 62    |                                                                |
| 27. März | Carlos Falchi                               | brasilianisch-US-amerikanischer Designer                                                   | 70    |                                                                |
| 27. März | William W. Hallo                            | US-amerikanischer Altorientalist                                                           | 87    |                                                                |
| 27. März | Robert V. Hine                              | US-amerikanischer Historiker                                                               | 93    |                                                                |
| 27. März | Gerri van den Hout                          | niederländischer Fußballspieler                                                            | 75    |                                                                |
| 27. März | Rod Hundley                                 | US-amerikanischer Basketballspieler und -kommentator                                       | 80    |                                                                |
| 27. März | Peter Nieuwerf                              | niederländischer Jazz-Gitarrist                                                            | 76    |                                                                |
| 27. März | Janet L. Norwood                            | US-amerikanische Statistikerin                                                             | 91    |                                                                |
| 27. März | Thenphunga Sailo                            | indischer Politiker                                                                        | 93    |                                                                |
| 27. März | Anthony Scrivener                           | britischer Jurist                                                                          | 79    |                                                                |
| 27. März | Lore Thome                                  | deutsche Sozialwissenschaftlerin                                                           | 83    |                                                                |
| 27. März | Mate Trojanović                             | jugoslawischer Ruderer                                                                     | 84    |                                                                |
| 27. März | Hugo Walker                                 | niederländischer Sportkommentator                                                          | 81    |                                                                |
| 27. März | George Wang                                 | chinesischer Schauspieler                                                                  | 96    |                                                                |
| 27. März | Ludwig Wilhelm Wördehoff                    | deutscher Politiker                                                                        | 91    |                                                                |
| 27. März | Lincoln Wolfenstein                         | US-amerikanischer Physiker                                                                 | 92    |                                                                |
| 27. März | Leon Wouters                                | belgischer Fußballspieler                                                                  | 84    |                                                                |
| 27. März | Susumu Yokota                               | japanischer Komponist                                                                      | 54    |                                                                |
| 26. März | Ennio Appignanesi                           | italienischer Erzbischof                                                                   | 89    |                                                                |
| 26. März | Friedrich L. Bauer                          | deutscher Informatiker                                                                     | 90    |                                                                |
| 26. März | Stefan Beck                                 | deutscher Sozialanthropologe und Volkskundler                                              | 54    |                                                                |
| 26. März | Bidinte                                     | guinea-bissauischer Musiker                                                                | 52    |                                                                |
| 26. März | Dinkha IV.                                  | irakischer Geistlicher                                                                     | 79    | [ 2 ]                                                          |
| 26. März | Hermann von Fischer                         | Schweizer Architekt und Kunsthistoriker                                                    | 88    |                                                                |
| 26. März | Albert Irvin                                | britischer Maler                                                                           | 92    |                                                                |
| 26. März | Reinhold Kaub                               | deutscher Politiker                                                                        | 85    |                                                                |
| 26. März | Hermann Knoll                               | österreichischer Eishockeyspieler und -trainer                                             | 83    |                                                                |
| 26. März | Paty Ripple Kyndiah                         | indischer Politiker                                                                        | 86    |                                                                |
| 26. März | Gerasimos Lavranos                          | griechischer Komponist und Orchesterleiter                                                 | 80    |                                                                |
| 26. März | Alonso Llano Ruiz                           | kolumbianischer Bischof                                                                    | 83    |                                                                |
| 26. März | Karl Moik                                   | österreichischer Fernsehmoderator                                                          | 76    |                                                                |
| 26. März | Ian Moir                                    | schottischer Fußballspieler                                                                | 71    |                                                                |
| 26. März | John Renbourn                               | britischer Gitarrist                                                                       | 70    |                                                                |
| 26. März | Fred Robsahm                                | norwegischer Schauspieler                                                                  | 71    |                                                                |
| 26. März | Luís Miguel Rocha                           | portugiesischer Schriftsteller                                                             | 39    |                                                                |
| 26. März | John D. States                              | US-amerikanischer Mediziner und Verkehrssicherheitswissenschaftler                         | 89    |                                                                |
| 26. März | Tomas Tranströmer                           | schwedischer Lyriker                                                                       | 83    |                                                                |
| 26. März | Alfred Weber                                | Schweizer Politiker                                                                        | 91    |                                                                |
| 26. März | Naomi Weisstein                             | US-amerikanische Psychologin und Neurowissenschaftlerin                                    | 75    |                                                                |
| 26. März | James Woods                                 | US-amerikanischer Manager                                                                  | 85    |                                                                |
| 25. März | Indra Bania                                 | indischer Schauspieler                                                                     | 72    |                                                                |
| 25. März | George Fischbeck                            | US-amerikanischer Fernsehmeteorologe                                                       | 92    |                                                                |
| 25. März | Guido Forsting                              | deutscher Politiker                                                                        | 54    |                                                                |
| 25. März | Ivo Garrani                                 | italienischer Schauspieler                                                                 | 91    |                                                                |
| 25. März | Hanne Glodny                                | deutsche Medizinerin                                                                       | 90    |                                                                |
| 25. März | Martyn Goff                                 | britischer Schriftsteller                                                                  | 91    |                                                                |
| 25. März | Ilse Hangert                                | deutsche Schriftstellerin und Malerin                                                      | 89    |                                                                |
| 25. März | Karlheinz Ingenkamp                         | deutscher Pädagoge und Schriftsteller                                                      | 89    |                                                                |
| 25. März | Richard O. Moore                            | US-amerikanischer Lyriker und Filmemacher                                                  | 95    |                                                                |
| 25. März | Günter Raue                                 | deutscher Journalistiker                                                                   | 76    |                                                                |
| 25. März | Pedro Reyes                                 | spanischer Schauspieler und Komiker                                                        | 53    |                                                                |
| 25. März | Alain Rickenbacher                          | Schweizer Korpskommandant                                                                  | 70    |                                                                |
| 25. März | Gerhard Rill                                | österreichischer Archivar                                                                  | 87    |                                                                |
| 25. März | Allen Sheppard, Baron Sheppard of Didgemere | britischer Manager und Politiker                                                           | 82    |                                                                |
| 25. März | Ron Suart                                   | englischer Fußballspieler und -trainer                                                     | 94    |                                                                |
| 25. März | Joris Van Hauthem                           | belgischer Politiker                                                                       | 51    |                                                                |
| 24. März | Augusto Arenas                              | chilenischer Fußballspieler                                                                | 86    |                                                                |
| 24. März | Yehuda Avner                                | israelischer Diplomat                                                                      | 86    |                                                                |
| 24. März | Nico Baracchi                               | Schweizer Skeleton- und Bobfahrer                                                          | 57    |                                                                |
| 24. März | Joaquín Bosque Maurel                       | spanischer Geograph                                                                        | 91    |                                                                |
| 24. März | Oleg Bryjak                                 | kasachisch-deutscher Opernsänger                                                           | 54    |                                                                |
| 24. März | Richard Butson                              | kanadischer Mediziner und Polarforscher                                                    | 92    |                                                                |
| 24. März | Roberto „Pelín“ Capobiano                   | uruguayischer Musiker                                                                      |       |                                                                |
| 24. März | Scott Clendenin                             | US-amerikanischer Bassist                                                                  | 47    |                                                                |
| 24. März | Gerd Fitz                                   | deutscher Schauspieler                                                                     | 85    |                                                                |
| 24. März | Otto Frello                                 | dänischer Maler und Grafiker                                                               | 90    |                                                                |
| 24. März | Frank Gerhard                               | deutscher Politiker                                                                        | 48    |                                                                |
| 24. März | Kurt Heinrich                               | deutscher Mediziner und Psychiater                                                         | 89    |                                                                |
| 24. März | Andreas Lubitz                              | deutscher Pilot                                                                            | 27    |                                                                |
| 24. März | Horst Dieter Marx                           | deutscher Fernsehautor, Texter und Journalist                                              | 59    |                                                                |
| 24. März | Roger Mayer                                 | US-amerikanischer Manager und Filmkonservator                                              | 88    |                                                                |
| 24. März | Juliane Noack                               | deutsche Künstlerin                                                                        | 30    |                                                                |
| 24. März | Berengar Pfahl                              | deutscher Filmregisseur                                                                    | 68    |                                                                |
| 24. März | Albert Probst                               | deutscher Politiker                                                                        | 83    |                                                                |
| 24. März | Maria Radner                                | deutsche Opernsängerin                                                                     | 33    |                                                                |
| 24. März | Moncef Ben Salem                            | tunesischer Politiker                                                                      | 62    |                                                                |
| 24. März | Robert Folger Thorne                        | US-amerikanischer Botaniker                                                                | 94    |                                                                |
| 24. März | Ad de Wert                                  | niederländischer Fußballspieler                                                            | 62    |                                                                |
| 23. März | Günter Asser                                | deutscher Mathematiker und Hochschullehrer                                                 | 89    |                                                                |
| 23. März | Gian Vittorio Baldi                         | italienischer Regisseur und Filmproduzent                                                  | 84    |                                                                |
| 23. März | Earl Baltes                                 | US-amerikanischer Rennstreckenbetreiber                                                    | 93    |                                                                |
| 23. März | Herbert Beck                                | deutscher Liedermacher, Radio- und Fernsehmoderator                                        | 65    |                                                                |
| 23. März | Gary Dahl                                   | US-amerikanischer Erfinder und Unternehmer                                                 | 78    |                                                                |
| 23. März | Roy Douglas                                 | britischer Komponist                                                                       | 107   |                                                                |
| 23. März | Wolfgang Heitmann                           | deutscher Jazzpianist, Arrangeur, Komponist und Musikpädagoge                              | 71    |                                                                |
| 23. März | Herberto Helder                             | portugiesischer Dichter                                                                    | 84    |                                                                |
| 23. März | Werner Jauslin                              | Schweizer Ingenieur und Politiker                                                          | 90    |                                                                |
| 23. März | Sören Kam                                   | dänischer SS-Offizier                                                                      | 93    |                                                                |
| 23. März | Lee Kuan Yew                                | singapurischer Politiker                                                                   | 91    |                                                                |
| 23. März | Lil’ Chris                                  | britischer Sänger und Schauspieler                                                         | 24    |                                                                |
| 23. März | Carla Macelloni                             | italienische Schauspielerin                                                                | 78    |                                                                |
| 23. März | Lajos Molnár                                | ungarischer Politiker                                                                      | 68    |                                                                |
| 23. März | Hajo Schedlich                              | deutscher Journalist und Fernsehmoderator                                                  | 89    |                                                                |
| 23. März | Leo Schönberg                               | deutscher Jurist und Politiker                                                             | 86    |                                                                |
| 23. März | Gisela Schwarze                             | deutsche Historikerin                                                                      | 82    |                                                                |
| 23. März | Alan Seymour                                | australischer Drehbuchautor                                                                | 87    |                                                                |
| 23. März | Steven Smith                                | US-amerikanischer Unternehmer                                                              | 65    |                                                                |
| 23. März | Heinz Ludger Uhlenküken                     | deutscher Politiker                                                                        | 86    |                                                                |
| 22. März | Arkadi Arkanow                              | sowjetischer bzw. russischer Schriftsteller                                                | 81    |                                                                |
| 22. März | Horst Buhtz                                 | deutscher Fußballspieler und -trainer                                                      | 91    |                                                                |
| 22. März | William Campbell                            | US-amerikanischer Politiker                                                                | 79    |                                                                |
| 22. März | Emile Charlap                               | US-amerikanischer Kontraktor, Kopist, Arrangeur und Trompeter                              | 96    |                                                                |
| 22. März | Derek Chinnery                              | britischer Rundfunkprogrammleiter                                                          | 89    |                                                                |
| 22. März | Gerhard Drees                               | deutscher Bauingenieur und Hochschullehrer                                                 | 89    |                                                                |
| 22. März | Lyle Gramley                                | US-amerikanischer Wirtschaftswissenschaftler und Politikberater                            | 88    |                                                                |
| 22. März | Karen Janibekyan                            | armenischer Schauspieler                                                                   | 77    |                                                                |
| 22. März | Robert Jung                                 | deutscher Schlagerkomponist und -produzent                                                 | 79    |                                                                |
| 22. März | Tom Koch                                    | US-amerikanischer Autor                                                                    | 79    |                                                                |
| 22. März | Marc Leemans                                | belgischer Schauspieler und Hörspielsprecher                                               | 89    |                                                                |
| 22. März | Leo Ochsenbauer                             | österreichischer Autor und Journalist                                                      | 47    |                                                                |
| 22. März | Peter Pišťanek                              | slowakischer Schriftsteller                                                                | 54    |                                                                |
| 22. März | Eugene M. Rasmusson                         | US-amerikanischer Meteorologe                                                              | 86    |                                                                |
| 22. März | Gottfried Vauk                              | deutscher Ornithologe und Umweltschützer                                                   | 89    |                                                                |
| 21. März | Pedro Aguayo Ramírez                        | mexikanischer Wrestler                                                                     | 35    |                                                                |
| 21. März | Moncho Alpuente                             | spanischer Autor, Humorist, Musiker und Journalist                                         | 65    |                                                                |
| 21. März | Chuck Bednarik                              | US-amerikanischer American-Football-Spieler                                                | 89    |                                                                |
| 21. März | Miriam Bienstock                            | US-amerikanische Musik- und Theater-Produzentin                                            | 92    |                                                                |
| 21. März | Bärbel Bolle                                | deutsche Schauspielerin                                                                    | 73    |                                                                |
| 21. März | Betty Brey                                  | US-amerikanische Schwimmerin                                                               | 83    |                                                                |
| 21. März | Hans Erni                                   | Schweizer Künstler                                                                         | 106   |                                                                |
| 21. März | Jack Ford                                   | US-amerikanischer Politiker                                                                | 67    |                                                                |
| 21. März | Malachy John Goltok                         | nigerianischer Bischof                                                                     | 49    |                                                                |
| 21. März | Jørgen Ingmann                              | dänischer Musiker                                                                          | 89    |                                                                |
| 21. März | Walid Chaddsch Jachja                       | arabisch-israelischer Politiker                                                            | 79    |                                                                |
| 21. März | Hubert Kronlachner                          | österreichischer Schauspieler                                                              | 91    |                                                                |
| 21. März | Werner Lamby                                | deutscher Manager                                                                          | 90    |                                                                |
| 21. März | Hal Miller                                  | britischer Politiker                                                                       | 86    |                                                                |
| 21. März | Francis C. Rooney                           | US-amerikanischer Manager                                                                  | 93    |                                                                |
| 21. März | Jack Peltason                               | US-amerikanischer Universitätspräsident                                                    | 91    |                                                                |
| 21. März | James Spicer                                | britischer Politiker                                                                       | 89    |                                                                |
| 21. März | Sharon Tandy                                | südafrikanische Sängerin                                                                   | 71    |                                                                |
| 21. März | Jackie Trent                                | britische Sängerin und Schauspielerin                                                      | 74    |                                                                |
| 21. März | Hans Vogt                                   | deutscher Jurist und Heimatforscher                                                        | 90    |                                                                |
| 21. März | Alberta Watson                              | kanadische Schauspielerin                                                                  | 60    |                                                                |
| 21. März | Robert Williams                             | britischer Chemiker                                                                        | 89    |                                                                |
| 21. März | Martin Ziegler                              | deutscher Kirchenfunktionär                                                                | 83    |                                                                |
| 20. März | Michel Albert                               | französischer Wirtschaftswissenschaftler                                                   | 85    |                                                                |
| 20. März | Jim Berry                                   | US-amerikanischer Comiczeichner                                                            | 83    |                                                                |
| 20. März | Eva Burrows                                 | australische Heilsarmistin                                                                 | 85    |                                                                |
| 20. März | A. James Clark                              | US-amerikanischer Unternehmer und Philanthrop                                              | 87    |                                                                |
| 20. März | Mary Clarke                                 | britische Tanzkritikerin                                                                   | 91    |                                                                |
| 20. März | Lisa Colagrossi                             | US-amerikanische Journalistin und Fernsehmoderatorin                                       | 49    |                                                                |
| 20. März | Malcolm Fraser                              | australischer Politiker                                                                    | 84    |                                                                |
| 20. März | Walter Grauman                              | US-amerikanischer Regisseur und Filmproduzent                                              | 93    |                                                                |
| 20. März | Hans Hattenhauer                            | deutscher Rechtshistoriker                                                                 | 83    |                                                                |
| 20. März | Irmgard Hauser-Köchert                      | österreichische Kunsthistorikerin                                                          | 86    |                                                                |
| 20. März | Frank IJsselmuiden                          | niederländischer Politiker                                                                 | 75    |                                                                |
| 20. März | Wiktor Janukowytsch junior                  | ukrainischer Politiker                                                                     | 33    |                                                                |
| 20. März | Paul Jeffrey                                | US-amerikanischer Saxophonist                                                              | 81    |                                                                |
| 20. März | Robert Kastenmeier                          | US-amerikanischer Politiker                                                                | 91    |                                                                |
| 20. März | Franz Kockel                                | deutscher Geologe                                                                          | 80    |                                                                |
| 20. März | Hans-Gustav Olshausen                       | deutscher Bauingenieur                                                                     | 85    |                                                                |
| 20. März | A. J. Pero                                  | US-amerikanischer Musiker                                                                  | 55    |                                                                |
| 20. März | Jürgen Terrahe                              | deutscher Bankmanager                                                                      | 81    |                                                                |
| 20. März | Petr Vopěnka                                | tschechischer Mathematiker                                                                 | 79    |                                                                |
| 20. März | Gregory Walcott                             | US-amerikanischer Schauspieler                                                             | 87    |                                                                |
| 20. März | Gerald Lee Warren                           | US-amerikanischer Journalist und Zeitungsherausgeber                                       | 84    |                                                                |
| 19. März | Yosef Ben-Jochannan                         | US-amerikanischer Afrikanist und Historiker                                                | 97    |                                                                |
| 19. März | Michael Brown                               | US-amerikanischer Musiker                                                                  | 65    |                                                                |
| 19. März | Rudolf Burgartz                             | deutscher Mediziner                                                                        | 71    |                                                                |
| 19. März | Roderich Cescotti                           | deutscher Luftwaffenoffizier und Buchautor                                                 | 95    |                                                                |
| 19. März | Sashimani Devi                              | indische Devadasi                                                                          | 92    |                                                                |
| 19. März | August Ernst                                | deutscher Unternehmer                                                                      | 87    |                                                                |
| 19. März | David Harrison                              | britischer Zoologe                                                                         | 88    |                                                                |
| 19. März | Christian Jaekl                             | österreichischer Journalist                                                                | 75    |                                                                |
| 19. März | Gerda van der Kade-Koudijs                  | niederländische Leichtathletin                                                             | 91    |                                                                |
| 19. März | Peter Katin                                 | britischer Pianist                                                                         | 84    |                                                                |
| 19. März | Berthold Mayr                               | österreichischer Theologe, Historiker und Pädagoge                                         | 89    |                                                                |
| 19. März | Carlos Mijares Bracho                       | mexikanischer Architekt                                                                    | 84    |                                                                |
| 19. März | Steve Mokone                                | südafrikanischer Fußballspieler                                                            | 82    |                                                                |
| 19. März | Safet Plakalo                               | bosnischer Dramatiker                                                                      | 65    |                                                                |
| 19. März | Danny Schechter                             | US-amerikanischer Fernsehproduzent, Filmemacher, Medienkritiker und Menschenrechtsaktivist | 72    |                                                                |
| 19. März | Eino Uusitalo                               | finnischer Politiker                                                                       | 90    |                                                                |
| 19. März | John E. Walsh                               | US-amerikanischer Autor                                                                    | 87    |                                                                |
| 18. März | Moustapha Alassane                          | nigrischer Filmregisseur                                                                   | ≈73   |                                                                |
| 18. März | Samuel Charters                             | US-amerikanischer Musiker und Musikforscher                                                | 85    |                                                                |
| 18. März | Chiang Chung-ling                           | taiwanesischer General und Politiker                                                       | 92    |                                                                |
| 18. März | Adrian Da Prato                             | US-amerikanischer Geiger                                                                   | 94    |                                                                |
| 18. März | Jacques Duchêne                             | Schweizer Manager                                                                          | 82    |                                                                |
| 18. März | Gregori Estrada i Gamissans                 | katalanischer Komponist, Organist und Benediktinermönch                                    | 96    |                                                                |
| 18. März | H. Allen Jerkens                            | US-amerikanischer Pferdesporttrainer                                                       | 85    |                                                                |
| 18. März | Eike Jessen                                 | deutscher Informatiker und Hochschullehrer                                                 | 81    |                                                                |
| 18. März | Hans Klaps                                  | deutscher Politiker                                                                        | 78    |                                                                |
| 18. März | Rainer W. Markgraf                          | deutscher Bauunternehmer                                                                   | 58    |                                                                |
| 18. März | Grace Ogot                                  | kenianische Schriftstellerin                                                               | 84    |                                                                |
| 18. März | Galina Petrowa                              | russische Balletttänzerin                                                                  | 101   |                                                                |
| 18. März | Oleg Sakirkin                               | sowjetischer bzw. kasachischer Leichtathlet                                                | 49    |                                                                |
| 18. März | Lyle E. Schaller                            | US-amerikanischer Theologe und Gemeindeberater                                             | 91    |                                                                |
| 18. März | Rudolf Sprung                               | deutscher Politiker                                                                        | 89    |                                                                |
| 17. März | Bob Appleyard                               | englischer Cricketspieler                                                                  | 90    |                                                                |
| 17. März | Konrad Birkholz                             | deutscher Politiker                                                                        | 67    |                                                                |
| 17. März | Juan Claudio „Cifu“ Cifuentes               | spanischer Musikjournalist                                                                 | 73    |                                                                |
| 17. März | Antonio Dorado Soto                         | spanischer Bischof                                                                         | 83    |                                                                |
| 17. März | Elise Eldar Džokhadze                       | georgischer Bischof                                                                        | 66    |                                                                |
| 17. März | Harry Heijnen                               | niederländischer Fußballspieler                                                            | 74    |                                                                |
| 17. März | Kenan Ormanlar                              | türkischer Kameramann                                                                      | ≈78   |                                                                |
| 17. März | Frank Perris                                | kanadischer Motorradrennfahrer                                                             | 83    |                                                                |
| 17. März | Shaw Taylor                                 | britischer Fernsehmoderator und Schauspieler                                               | 90    |                                                                |
| 17. März | Ernest Wanko                                | kamerunischer Leichtathlet und Sportfunktionär                                             | 80    |                                                                |
| 17. März | Guido Zappa                                 | italienischer Mathematiker                                                                 | 99    |                                                                |
| 16. März | Daniel Bahari                               | indonesischer Boxpromoter                                                                  | 67    |                                                                |
| 16. März | Willy Bazuaye                               | nigerianischer Fußballspieler und -trainer                                                 | 80    |                                                                |
| 16. März | Bruce Crump                                 | US-amerikanischer Schlagzeuger                                                             | 57    |                                                                |
| 16. März | Buddy Elias                                 | Schweizer Schauspieler                                                                     | 89    | [ 3 ]                                                          |
| 16. März | Johanna Elbauer                             | deutsche Schauspielerin                                                                    | 70    |                                                                |
| 16. März | Barbara Emme                                | deutsche Kassiererin                                                                       | 57    |                                                                |
| 16. März | William B. Ewald Jr.                        | US-amerikanischer Redenschreiber und Autor                                                 | 89    |                                                                |
| 16. März | Eckhart G. Franz                            | deutscher Historiker                                                                       | 83    |                                                                |
| 16. März | Andy Fraser                                 | britischer Rockmusiker                                                                     | 62    |                                                                |
| 16. März | Dave Frey                                   | US-amerikanischer Jazzmusiker                                                              | 65    |                                                                |
| 16. März | Johannes Gründel                            | deutscher Theologe                                                                         | 85    |                                                                |
| 16. März | Jack Haley                                  | US-amerikanischer Basketballspieler                                                        | 51    |                                                                |
| 16. März | Arthur A. Hartman                           | US-amerikanischer Diplomat                                                                 | 89    |                                                                |
| 16. März | Johanna Hoffmann                            | deutsche Schriftstellerin                                                                  | 84    |                                                                |
| 16. März | Gerhard Knorz                               | deutscher Informationswissenschaftler                                                      | 63    |                                                                |
| 16. März | Lew Kusnezow                                | sowjetischer Fechter                                                                       | 81    |                                                                |
| 16. März | Marcella Leach                              | US-amerikanische Juristin                                                                  | 85    |                                                                |
| 16. März | Günter Mertins                              | deutscher Geograph                                                                         | 78    |                                                                |
| 16. März | Gustavo Selva                               | italienischer Politiker                                                                    | 88    |                                                                |
| 16. März | Braydon Smith                               | australischer Boxer                                                                        | 23    |                                                                |
| 16. März | Johannes Trahn                              | deutscher Politiker                                                                        | 84    |                                                                |
| 16. März | Günter Vogelsang                            | deutscher Manager                                                                          | 95    |                                                                |
| 15. März | Antonio Betancort                           | spanischer Fußballspieler                                                                  | 78    |                                                                |
| 15. März | Suzanne de Brunhoff                         | französische Soziologin und Wirtschaftswissenschaftlerin                                   | ≈86   | [ 4 ]                                                          |
| 15. März | Kurt Brunner                                | deutscher Kartograf                                                                        | 69    |                                                                |
| 15. März | Jean-Louis Capette                          | französischer Autorennfahrer                                                               | 68    |                                                                |
| 15. März | Collins Chabane                             | südafrikanischer Politiker                                                                 | 54    |                                                                |
| 15. März | Robert Clatworthy                           | britischer Bildhauer                                                                       | 87    |                                                                |
| 15. März | Luciano Ercoli                              | italienischer Filmproduzent, -regisseur und Drehbuchautor                                  | 84    |                                                                |
| 15. März | Sally Forrest                               | US-amerikanische Schauspielerin                                                            | 86    |                                                                |
| 15. März | Curtis Gans                                 | US-amerikanischer Politikberater                                                           | 77    |                                                                |
| 15. März | Maria Hipp                                  | deutsche Hebamme und Funktionärin                                                          | 95    |                                                                |
| 15. März | Wally Kahn                                  | britischer Segelflieger                                                                    | 88    |                                                                |
| 15. März | Grzegorz Moryciński                         | polnischer Maler                                                                           | 78    |                                                                |
| 15. März | Peter Neitzke                               | deutscher Architekt                                                                        | 76    |                                                                |
| 15. März | Mike Porcaro                                | US-amerikanischer Bassist                                                                  | 59    |                                                                |
| 15. März | Charles N. Shaffer Jr.                      | US-amerikanischer Jurist                                                                   | 82    |                                                                |
| 15. März | Jozef Sluys                                 | belgischer Organist                                                                        | 78    |                                                                |
| 15. März | Fritz Wegner                                | österreichisch-britischer Illustrator                                                      | 90    |                                                                |
| 15. März | Xu Caihou                                   | chinesischer Politiker und Militär                                                         | 71    |                                                                |
| 14. März | Dick Brennan                                | US-amerikanischer Gastronom                                                                | 83    |                                                                |
| 14. März | Paul Conrad Buff                            | US-amerikanischer Unternehmer                                                              | 78    |                                                                |
| 14. März | Ana María Giunta                            | argentinische Schauspielerin                                                               | 72    |                                                                |
| 14. März | Kurt Hieber                                 | deutscher Dokumentarfilmer                                                                 | 61    |                                                                |
| 14. März | Bodys Isek Kingelez                         | kongolesischer Bildhauer                                                                   | 67    |                                                                |
| 14. März | Edgar Josef Korherr                         | österreichischer Religionspädagoge                                                         | 87    |                                                                |
| 14. März | Liezl Martinez                              | philippinische Schauspielerin                                                              | 47    |                                                                |
| 14. März | Patric McDarby                              | US-amerikanischer Grafikdesigner                                                           | 57    |                                                                |
| 14. März | Ib Melchior                                 | dänisch-US-amerikanischer Drehbuchautor und Regisseur                                      | 97    |                                                                |
| 14. März | Walter Nawotka                              | deutscher Automobilrennfahrer                                                              | 54    |                                                                |
| 14. März | Walentin Rasputin                           | sowjetischer bzw. russischer Schriftsteller                                                | 77    |                                                                |
| 14. März | Fritz Sturm                                 | deutscher Rechtswissenschaftler                                                            | 85    |                                                                |
| 14. März | Mohamed Wafik                               | ägyptischer Schauspieler                                                                   | 68    |                                                                |
| 14. März | Günther Wirth                               | deutscher Kunstkritiker                                                                    | 91    |                                                                |
| 13. März | Daevid Allen                                | australischer Rockmusiker                                                                  | 77    |                                                                |
| 13. März | Jacques Bron                                | Schweizer Schriftsteller                                                                   | 88    |                                                                |
| 13. März | Lance S. Cousins                            | britischer Buddhologe                                                                      | 72    |                                                                |
| 13. März | René Gude                                   | niederländischer Philosoph                                                                 | 58    |                                                                |
| 13. März | Peter Hadler                                | österreichischer Jurist                                                                    | 52    |                                                                |
| 13. März | Irwin Hasen                                 | US-amerikanischer Comic-Zeichner                                                           | 96    |                                                                |
| 13. März | Horst Herrlich                              | deutscher Mathematiker                                                                     | 77    |                                                                |
| 13. März | Suzette Jordan                              | indische Frauenrechtlerin                                                                  | 40    |                                                                |
| 13. März | Zofia Kielan-Jaworowska                     | polnische Paläontologin                                                                    | 89    |                                                                |
| 13. März | Lia van Leer                                | israelische Filmarchivarin                                                                 | 90    |                                                                |
| 13. März | Martin Petzoldt                             | deutscher Theologe und Bachforscher                                                        | 68    |                                                                |
| 13. März | Al Rosen                                    | US-amerikanischer Baseballspieler                                                          | 91    |                                                                |
| 13. März | Klaus Ulonska                               | deutscher Leichtathlet und Fußballfunktionär                                               | 72    |                                                                |
| 13. März | Maria Vicol                                 | rumänische Fechterin                                                                       | 79    |                                                                |
| 12. März | Hartwig Akkermann                           | deutscher Autor                                                                            | 61    |                                                                |
| 12. März | Willie Barrow                               | US-amerikanische Bürgerrechtlerin                                                          | 90    |                                                                |
| 12. März | Dimitar Bobtschew                           | bulgarischer Radrennfahrer                                                                 | 97    |                                                                |
| 12. März | Walter Channing Jr.                         | US-amerikanischer Winzer und Bildhauer                                                     | 74    |                                                                |
| 12. März | Erwin Felber                                | österreichischer Offizier, General                                                         | 80    |                                                                |
| 12. März | Wolfgang Fikentscher                        | deutscher Jurist und Rechtsanthropologe                                                    | 86    |                                                                |
| 12. März | Mario Forni                                 | uruguayischer Jurist                                                                       | ?     |                                                                |
| 12. März | Delfi Galbiati                              | uruguayischer Schauspieler                                                                 | 70    |                                                                |
| 12. März | Michael Graves                              | US-amerikanischer Architekt und Designer                                                   | 80    |                                                                |
| 12. März | Magda Guzmán                                | mexikanische Schauspielerin                                                                | 83    |                                                                |
| 12. März | Oleksander Pekluschenko                     | ukrainischer Politiker                                                                     | 60    |                                                                |
| 12. März | Terry Pratchett                             | britischer Schriftsteller                                                                  | 66    |                                                                |
| 12. März | Emanuel Sarkisyanz                          | deutscher Politikwissenschaftler und Hochschullehrer                                       | 91    |                                                                |
| 12. März | Robert Saucy                                | US-amerikanischer Bibelgelehrter                                                           | 84    |                                                                |
| 12. März | Alice Teichova                              | österreichisch-britische Wirtschaftshistorikerin                                           | 94    |                                                                |
| 12. März | Philipp J. N. Vogel                         | deutscher Manager                                                                          | 46    |                                                                |
| 12. März | Peter Voigt                                 | deutscher Dokumentarfilmer                                                                 | 81    |                                                                |
| 12. März | Jerry Wiggin                                | britischer Politiker                                                                       | 78    |                                                                |
| 12. März | Fritz Zimmermann                            | deutscher Fußballspieler                                                                   | 85    |                                                                |
| 11. März | Eino Baskin                                 | estnischer Schauspieler                                                                    | 83    |                                                                |
| 11. März | Walter Burkert                              | deutscher Klassischer Philologe                                                            | 84    |                                                                |
| 11. März | Tony Fenton                                 | irischer Diskjockey und Hörfunkmoderator                                                   | 53    |                                                                |
| 11. März | Jimmy Greenspoon                            | US-amerikanischer Musiker                                                                  | 67    |                                                                |
| 11. März | Paul Neumann                                | deutscher Politiker                                                                        | 85    |                                                                |
| 11. März | Rudolf Probst                               | deutscher Zirkusgründer                                                                    | 92    |                                                                |
| 11. März | Ralph Taeger                                | US-amerikanischer Schauspieler                                                             | 78    |                                                                |
| 11. März | Mette Warburg                               | dänische Augenärztin                                                                       | 89    |                                                                |
| 11. März | Dell Williams                               | US-amerikanische Unternehmerin                                                             | 92    |                                                                |
| 10. März | Patrick Gaudy                               | belgischer Radrennfahrer                                                                   | 38    |                                                                |
| 10. März | Richard Glatzer                             | US-amerikanischer Regisseur                                                                | 63    |                                                                |
| 10. März | Sepp Gußmann                                | deutscher Musiker und Komponist                                                            | 87    |                                                                |
| 10. März | Harri Pritchard Jones                       | walisischer Schriftsteller und Psychiater                                                  | 82    |                                                                |
| 10. März | Hans Knauer                                 | deutscher Entertainer, Kabarettist, Autor, Sänger und Komponist                            | 82    |                                                                |
| 10. März | Sigrun Kofink                               | deutsche Kugelstoßerin                                                                     | 79    |                                                                |
| 10. März | Meena Shah                                  | indische Badmintonspielerin                                                                | 78    |                                                                |
| 10. März | Claude Sitton                               | US-amerikanischer Journalist und Publizist                                                 | 89    |                                                                |
| 10. März | Wilfried Warneck                            | deutscher Theologe                                                                         | 85    |                                                                |
| 10. März | Ken Williams                                | britisch-US-amerikanischer Kopist, Arrangeur und Trompeter                                 | 85    |                                                                |
| 10. März | Muhammad Sodiq Muhammad Yusuf               | usbekischer Islamgelehrter                                                                 | 62    |                                                                |
| 9. März  | John D. Arras                               | US-amerikanischer Philosoph und Bioethiker                                                 | 69    |                                                                |
| 9. März  | Florence Arthaud                            | französische Seglerin und Skipperin                                                        | 57    |                                                                |
| 9. März  | H. H. ter Balkt                             | niederländischer Dichter                                                                   | 76    |                                                                |
| 9. März  | Pierre Brun                                 | Schweizer Eishockeyspieler                                                                 | 76    |                                                                |
| 9. März  | Romulus Candea                              | rumänisch-deutscher Maler                                                                  | 93    |                                                                |
| 9. März  | Peter Dannenberg                            | deutscher Musikkritiker, -schriftsteller und Theaterintendant                              | 84    |                                                                |
| 9. März  | Flabba                                      | südafrikanischer Rapper                                                                    | 38    |                                                                |
| 9. März  | David B. Frohnmayer                         | US-amerikanischer Jurist, Politiker und Universitätspräsident                              | 74    |                                                                |
| 9. März  | Lü Houmin                                   | chinesischer Fotograf                                                                      | 87    |                                                                |
| 9. März  | Otar Koberidse                              | sowjetischer bzw. georgischer Schauspieler, Regisseur und Drehbuchautor                    | 90    |                                                                |
| 9. März  | Jiří Matoušek                               | tschechischer Mathematiker                                                                 | 51    |                                                                |
| 9. März  | Stanislaw Melnyk                            | ukrainischer Politiker                                                                     | 53    |                                                                |
| 9. März  | Richard Merz                                | Schweizer Theaterkritiker                                                                  | 78    |                                                                |
| 9. März  | Windell Middlebrooks                        | US-amerikanischer Schauspieler                                                             | 36    |                                                                |
| 9. März  | James Molyneaux, Baron Molyneaux of Killead | britischer Politiker                                                                       | 94    |                                                                |
| 9. März  | Camille Muffat                              | französische Schwimmerin                                                                   | 25    |                                                                |
| 9. März  | Frei Otto                                   | deutscher Architekt                                                                        | 89    |                                                                |
| 9. März  | Gene Patton                                 | US-amerikanischer Fernsehmoderator und Tänzer                                              | 82    |                                                                |
| 9. März  | Burkart Philipp                             | deutscher Chemiker                                                                         | 90    |                                                                |
| 9. März  | Rui Zhenggao                                | taiwanischer Biologe, Umweltschützer, Diplomat und Politiker                               | 95    |                                                                |
| 9. März  | Anna Śliwińska                              | polnische Apothekerin und Politikerin                                                      | 58    |                                                                |
| 9. März  | Boris Vajda                                 | jugoslawischer Opernsänger                                                                 | 82    |                                                                |
| 9. März  | Alexis Vastine                              | französischer Boxer                                                                        | 28    |                                                                |
| 9. März  | Rose-Marie Wörner                           | deutsche Garten- und Landschaftsarchitektin                                                | 88    |                                                                |
| 8. März  | Norbert Altmann                             | deutscher Industriesoziologe                                                               | 81    |                                                                |
| 8. März  | Inezita Barroso                             | brasilianische Sängerin                                                                    | 90    |                                                                |
| 8. März  | Hans Bielenstein                            | US-amerikanischer Sinologe                                                                 | 94    |                                                                |
| 8. März  | Reinhard Franz                              | deutscher Fußballspieler                                                                   | 80    |                                                                |
| 8. März  | Bengt Hägglund                              | schwedischer Theologe                                                                      | 94    |                                                                |
| 8. März  | Marija Krjutschkowa                         | russische Turnerin                                                                         | 26    |                                                                |
| 8. März  | Heinz Karl Kuba                             | österreichischer Konzertmanager                                                            | 65    |                                                                |
| 8. März  | Alessandro Lami                             | italienischer Klassischer Philologe                                                        | 66    |                                                                |
| 8. März  | Henri-André Laperrière                      | kanadischer Eishockeyspieler                                                               | 89    |                                                                |
| 8. März  | Lasse Larsson                               | schwedischer Fußballspieler                                                                | 52    |                                                                |
| 8. März  | Sam Simon                                   | US-amerikanischer Fernsehproduzent                                                         | 59    |                                                                |
| 8. März  | Gerardo Sofovich                            | argentinischer Moderator, Regisseur, Drehbuchautor und Produzent                           | 77    |                                                                |
| 8. März  | Lew Soloff                                  | US-amerikanischer Jazztrompeter                                                            | 71    |                                                                |
| 8. März  | George Tutko                                | US-amerikanischer Toningenieur                                                             | 61    |                                                                |
| 8. März  | Wolfgang Wieland                            | deutscher Philosoph                                                                        | 81    |                                                                |
| 7. März  | Lode Bostoen                                | belgischer Journalist                                                                      | 83    |                                                                |
| 7. März  | Keith Bowler                                | australischer Tischtennisfunktionär                                                        | ?     |                                                                |
| 7. März  | Gregorio Bundio                             | argentinischer Fußballspieler und -trainer                                                 | 86    |                                                                |
| 7. März  | Grigoris Grigor Buniatyan                   | armenischer Bischof                                                                        | 68    |                                                                |
| 7. März  | Izola Curry                                 | US-amerikanische Attentäterin                                                              | 98    |                                                                |
| 7. März  | Derek Day                                   | britischer Diplomat und Hockeyspieler                                                      | 87    |                                                                |
| 7. März  | Reinhard Dietrich                           | deutscher Bildhauer                                                                        | 83    |                                                                |
| 7. März  | Trevor Griffin                              | australischer Politiker (South Australia)                                                  | 74    |                                                                |
| 7. März  | Isaac Heller                                | US-amerikanischer Spielzeugentwickler und Unternehmer                                      | 88    |                                                                |
| 7. März  | Martin Hofbauer                             | österreichischer Fußballspieler                                                            | 22    |                                                                |
| 7. März  | Ivana Hoffmann                              | deutsche Milizionärin                                                                      | 19    |                                                                |
| 7. März  | F. Ray Keyser                               | US-amerikanischer Politiker                                                                | 87    |                                                                |
| 7. März  | Edmond Malinvaud                            | französischer Ökonom                                                                       | 91    |                                                                |
| 7. März  | Michael Mohapp                              | österreichischer Schauspieler und Kabarettist                                              | 57    |                                                                |
| 7. März  | Shinji Ogawa                                | japanischer Schauspieler und Synchronsprecher                                              | 74    |                                                                |
| 7. März  | Věra Olivová                                | tschechoslowakische Historikerin                                                           | 88    |                                                                |
| 7. März  | Manuil Witalij Pawlow                       | russischer Bischof                                                                         | 64    |                                                                |
| 7. März  | John Pinder                                 | britischer Wirtschafts- und Politikwissenschaftler                                         | 90    |                                                                |
| 7. März  | Brian Sutton-Smith                          | neuseeländisch-US-amerikanischer Psychologe und Spieltheoretiker                           | 90    |                                                                |
| 7. März  | Yoshihiro Tatsumi                           | japanischer Comiczeichner                                                                  | 79    |                                                                |
| 6. März  | Karl Ahrens                                 | deutscher Politiker                                                                        | 90    |                                                                |
| 6. März  | César Bernal                                | uruguayischer Pelotaspieler                                                                | 79    |                                                                |
| 6. März  | Walter Biemel                               | rumänisch-deutscher Philosoph                                                              | 97    |                                                                |
| 6. März  | Eberhard Borkmann                           | deutscher Kameramann                                                                       | 79    |                                                                |
| 6. März  | Ram Sundar Das                              | indischer Politiker                                                                        | 94    |                                                                |
| 6. März  | Karl-Heinz Forster                          | deutscher Wirtschaftswissenschaftler                                                       | 88    |                                                                |
| 6. März  | Marianna Hilarides                          | niederländische Balletttänzerin                                                            | 81    |                                                                |
| 6. März  | Louis Edward Keenan junior                  | US-amerikanischer Historiker                                                               | 79    |                                                                |
| 6. März  | Danny Lerner                                | israelischer Filmproduzent                                                                 | 62    |                                                                |
| 6. März  | Vasilis Magginas                            | griechischer Politiker                                                                     | 65    |                                                                |
| 6. März  | Werner Ruhnau                               | deutscher Architekt                                                                        | 92    |                                                                |
| 6. März  | Claus Scholl                                | deutscher Rechtswissenschaftler                                                            | 69    |                                                                |
| 6. März  | Stanley Ernest Strauzenberg                 | deutscher Sportmediziner                                                                   | 100   |                                                                |
| 6. März  | Joe Willenpart                              | österreichisch-US-amerikanischer Unternehmer und Automobilsammler                          | 61    |                                                                |
| 5. März  | Alessandro Argiroffi                        | italienischer Philosoph                                                                    | 56    |                                                                |
| 5. März  | Klaus Basikow                               | deutscher Fußballspieler                                                                   | 77    |                                                                |
| 5. März  | Evelyn Furtsch                              | US-amerikanische Leichtathletin                                                            | 100   |                                                                |
| 5. März  | Dag Frogner                                 | norwegischer Maler und Szenenbildner                                                       | 86    |                                                                |
| 5. März  | Vlada Divljan                               | jugoslawischer bzw. serbischer Musiker                                                     | 56    |                                                                |
| 5. März  | Edward Michael Egan                         | US-amerikanischer Kardinal                                                                 | 82    |                                                                |
| 5. März  | Waltraut Hennig                             | deutsche Politikerin                                                                       | 93    |                                                                |
| 5. März  | Helmut Klump                                | deutscher Fußballspieler                                                                   | 66    |                                                                |
| 5. März  | Karina Kraushaar                            | deutsche Schauspielerin                                                                    | 43    |                                                                |
| 5. März  | Umaralij Quwwatow                           | tadschikischer Politiker                                                                   | 47    |                                                                |
| 5. März  | Albert Maysles                              | US-amerikanischer Dokumentarfilmer                                                         | 88    |                                                                |
| 5. März  | Jim McCann                                  | irischer Musiker                                                                           | 70    |                                                                |
| 5. März  | Rolf Persch                                 | deutscher Schriftsteller und Rezitator                                                     | 65    |                                                                |
| 5. März  | Marielies Riebesel                          | deutsche Textilkünstlerin, Malerin und Grafikerin                                          | 80    |                                                                |
| 5. März  | Norbert Sauer                               | deutscher Trainer im Pferderennsport                                                       | 75    |                                                                |
| 5. März  | Urs Schwarz                                 | Schweizer Politiker                                                                        | 88    |                                                                |
| 5. März  | Wolfgang „Paul“ Tanger                      | deutscher Fußballspieler                                                                   | 64    |                                                                |
| 5. März  | Werner Tessmar-Pfohl                        | österreichischer Unternehmer                                                               | 73    |                                                                |
| 5. März  | Vernon Watkins                              | US-amerikanischer Bürgerrechtler                                                           | 76    |                                                                |
| 4. März  | Dušan Bilandžić                             | jugoslawischer bzw. kroatischer Historiker und Politiker                                   | 90    |                                                                |
| 4. März  | Meir Cohen-Avidov                           | israelischer Politiker                                                                     | 89    |                                                                |
| 4. März  | Franco Costa                                | italienischer Maler                                                                        | 80    |                                                                |
| 4. März  | Giuseppe Grioli                             | italienischer Physiker                                                                     | 102   |                                                                |
| 4. März  | Karl-Alfred Jacobsson                       | schwedischer Fußballspieler                                                                | 89    |                                                                |
| 4. März  | Jørgen Jensen                               | dänischer Radrennfahrer                                                                    | 68    |                                                                |
| 4. März  | Erich Klimek                                | deutscher Maler                                                                            | 79    |                                                                |
| 4. März  | Wadim Fjodorowitsch Krotow                  | russischer Mathematiker, Kybernetiker und Hochschullehrer                                  | 83    |                                                                |
| 4. März  | Fiete Münzner                               | deutscher Sänger und Moderator                                                             | 68    |                                                                |
| 4. März  | Ted Reinhardt                               | US-amerikanischer Schlagzeuger                                                             | 62    |                                                                |
| 4. März  | John Simopoulos                             | griechisch-britischer Philosoph und Hochschullehrer                                        | 91    |                                                                |
| 3. März  | Ernest Braun                                | britisch-tschechisch-österreichischer Technikforscher                                      | 89    |                                                                |
| 3. März  | André Brulé                                 | französischer Radrennfahrer                                                                | 93    |                                                                |
| 3. März  | Elsie Carrington                            | englische Tischtennisspielerin                                                             | 95    |                                                                |
| 3. März  | Gilles Cistac                               | französisch-mosambikanischer Verfassungsrechtler                                           | 54    |                                                                |
| 3. März  | Layla Dawson                                | britische Architektin und Architekturkritikerin                                            | ≈66   |                                                                |
| 3. März  | M. Stanton Evans                            | US-amerikanischer Journalist und Autor                                                     | 80    |                                                                |
| 3. März  | Aragawi Gebresilassie                       | äthiopischer Bischof                                                                       | 80    |                                                                |
| 3. März  | Wolfgang Jacobi                             | deutscher Physiker                                                                         | 86    |                                                                |
| 3. März  | Franz Josef Kayser                          | deutscher Politiker und Verleger                                                           | 86    |                                                                |
| 3. März  | Otto Kinne                                  | deutscher Meeresbiologe                                                                    | 91    |                                                                |
| 3. März  | William King                                | US-amerikanischer Bildhauer                                                                | 90    |                                                                |
| 3. März  | Octavio Mobiglia                            | brasilianischer Schwimmer                                                                  | 91    |                                                                |
| 3. März  | John Mockler                                | US-amerikanischer Politiker                                                                | 73    |                                                                |
| 3. März  | Roger Morgan                                | britischer Politikwissenschaftler und Hochschullehrer                                      | 83    |                                                                |
| 3. März  | Joseph T. Palastra Jr.                      | US-amerikanischer General                                                                  | 83    |                                                                |
| 3. März  | Rosemarie Sack-Dyckerhoff                   | deutsche Bildhauerin                                                                       | 97    |                                                                |
| 3. März  | Louis Terreaux                              | französischer Romanist und Literaturwissenschaftler                                        | 93    | Linktext (Memento vom 2. Juli 2015 im Webarchiv archive.today) |
| 2. März  | Rainer Dorwarth                             | deutscher Künstler                                                                         | 90    |                                                                |
| 2. März  | Rolf Düdder                                 | deutscher Journalist                                                                       | 91    |                                                                |
| 2. März  | Fred Düren                                  | deutscher Schauspieler                                                                     | 86    |                                                                |
| 2. März  | Francisco González Ledesma                  | spanischer Schriftsteller                                                                  | 87    |                                                                |
| 2. März  | Bettina Graziani                            | französisches Model                                                                        | 89    |                                                                |
| 2. März  | Dean Hess                                   | US-amerikanischer Luftwaffenoffizier                                                       | 97    |                                                                |
| 2. März  | Gerhard Isermann                            | deutscher Theologe, Publizist und Autor                                                    | 83    |                                                                |
| 2. März  | Alfred Jäger                                | Schweizer Theologe                                                                         | 74    |                                                                |
| 2. März  | Joseph Kohnen                               | luxemburgischer Philologe                                                                  | 74    |                                                                |
| 2. März  | Johann-Friedrich Konrad                     | deutscher Theologe                                                                         | 83    |                                                                |
| 2. März  | Johannes Kunisch                            | deutscher Historiker                                                                       | 78    |                                                                |
| 2. März  | Dave Mackay                                 | schottischer Fußballspieler und -trainer                                                   | 80    |                                                                |
| 2. März  | Jenna McMahon                               | US-amerikanische Fernsehautorin                                                            | 89    |                                                                |
| 2. März  | Charles Muller                              | französischer Romanist                                                                     | 105   |                                                                |
| 2. März  | Dieter Muscheid                             | deutscher Politiker                                                                        | 71    |                                                                |
| 2. März  | Mal Peet                                    | britischer Schriftsteller                                                                  | 67    |                                                                |
| 2. März  | Nikola Tucić                                | jugoslawischer bzw. serbischer Biologe                                                     | ≈68   |                                                                |
| 2. März  | Rolf Weber                                  | deutscher Botaniker                                                                        | 92    |                                                                |
| 2. März  | Rense Westra                                | niederländischer Schauspieler                                                              | 68    |                                                                |
| 1. März  | Daniel von Bargen                           | US-amerikanischer Schauspieler                                                             | 64    |                                                                |
| 1. März  | Brian Carman                                | US-amerikanischer Gitarrist und Songwriter                                                 | 69    |                                                                |
| 1. März  | Deedee Corradini                            | US-amerikanische Politikerin und Sportfunktionärin                                         | 70    |                                                                |
| 1. März  | Suzanne Farrington                          | britische Schauspielerin                                                                   | 81    |                                                                |
| 1. März  | Joshua Fishman                              | US-amerikanischer Linguist                                                                 | 88    |                                                                |
| 1. März  | Nikolaus Hubert                             | deutscher Politiker                                                                        | 87    |                                                                |
| 1. März  | Franz Hums                                  | österreichischer Politiker                                                                 | 77    |                                                                |
| 1. März  | Kurt Imhof                                  | Schweizer Soziologe                                                                        | 59    |                                                                |
| 1. März  | Paul Jordan                                 | deutsch-US-amerikanischer Organist und Hochschullehrer                                     | 75    |                                                                |
| 1. März  | Ulrich Kaiser                               | deutscher Sportjournalist                                                                  | 80    |                                                                |
| 1. März  | Orrin Keepnews                              | US-amerikanischer Jazz-Produzent                                                           | 91    |                                                                |
| 1. März  | Georg Kreisel                               | britisch-US-amerikanischer Logiker und Mathematiker                                        | 91    | [ 5 ]                                                          |
| 1. März  | Anatoli Logunow                             | sowjetischer bzw. russischer Physiker                                                      | 88    |                                                                |
| 1. März  | Minnie Miñoso                               | kubanischer Baseballspieler                                                                | 89    |                                                                |
| 1. März  | Ryan Stanek                                 | US-amerikanischer Schlagzeuger                                                             | 42    |                                                                |
| 1. März  | Raymond Toscanelli                          | französischer Fußballspieler                                                               | 93    |                                                                |
| 1. März  | Carel Visser                                | niederländischer Bildhauer                                                                 | 86    |                                                                |
| 1. März  | Jennifer Ward Clarke                        | britische Cellistin                                                                        | 79    |                                                                |
| 1. März  | Christian Welp                              | deutscher Basketballspieler                                                                | 51    |                                                                |
| 1. März  | Wolfram Wuttke                              | deutscher Fußballspieler                                                                   | 53    |                                                                |
| 1. März  | Matthew Young                               | britischer Verwaltungsbeamter und Manager                                                  | 70    |                                                                |
| 1. März  | Dietmar Zierer                              | deutscher Politiker                                                                        | 71    |                                                                |
| 1. März  | Leonard Mngomezulu                          | malawischer Fußballspieler                                                                 | ?     |                                                                |
| März     | Rubén Camacho                               | mexikanischer Radrennfahrer                                                                | 69    |                                                                |